# Scythris albidella
Scythris albidella is een vlinder uit de familie dikkopmotten (Scythrididae). De wetenschappelijke naam is voor het eerst geldig gepubliceerd in 1867 door Stainton.
De soort komt voor in Europa.